# الطويبي (مسلسل)
الطويبي مسلسل درامي سوري عرض في شهر رمضان 1998 

## قصة المسلسل
تدور أحداث مسلسل الطويبي في بلدة سورية صغيرة تقع تحت وطأة الاحتلال الفرنسي بينما يعمل جميع أهالي هذه البلدة على مقاومة الاحتلال ومطاردة جنوده طوال فترة الاحتلال الفرنسي الغاشم لسوريا في أربعينيات القرن الماضي، ويظل أهالي البلدة في مسلسل الطويبي يرزحون تحت وطأة الاحتلال والخوف والفقر واليأس حتى يبدو شعاعٌ من الأمل ينبعث في عودة أحد أبناء البلدة الصغيرة بعد غياب طويل، طاهر الطويبي هو الشخصية الرئيسية في أحداث مسلسل الطويبي والذي يحلم بتغيير الواقع والحياة وتحقيق العدل وإجلاء الاحتلال وبعث الطمأنينة في قلوب أهل بلدته البسطاء، وينشأ الطويبي كياناً قوياً من المال والرجال والقوة، ويمضي طاهر الطوايبي قدماً نحو تحقيق حلمه ومشروعه القوي ولكنه يلاقي في سبيل ذلك العديد من الصعاب والكثير من المشكلات والأزمات، ومن خلال أحداث حلقات مسلسل الطوايبي يكتشف طاهر حقيقة هامة في النهاية وهي أن كل ما فعلته الإنسانية في تاريخها الطويل إنما كان عبارة عن محاولات مستمرة ودؤوبة لتحقيق العدل والسلام والخير والعدالة الكاملة الدائمة، وأنه ليس من المستطاع أن ينفذ العدالة الكاملة والدائمة للعالم كله أجمع مهما أوتي من قوة ومن مال وجهد، وإنما ينبغي عليه أن يظل يحاول تحقيق ذلك الحلم طوال حياته وعلى قدر استطاعته. مسلسل الطويبي بطولة نجوم الدراما السورية سامر المصري وأيمن زيدان ونورمان أسعد وديما الجندي وأيمن رضا وحسن دكاك وطلحت حمدي ومرام نور ونخبة من ألمع نجوم الدراما السورية في ذلك الوقت، وقد أخرج مسلسل الطويبي للدراما السورية والعربية الكاتب والمخرج السوري باسل الخطيب في عام 1998

## الممثلون
- أيمن زيدان
- أيمن رضا
- سامر المصري
- طلحت حمدي
- نورمان أسعد
- أمل عرفة
- حسن دكاك
- ديمة الجندي
- كريستين شويري[3]
- سامر المصري
- مرام نور
- ختام اللحام
- عبد الحكيم قطيفان